# Land- und Stadtgericht Sensburg

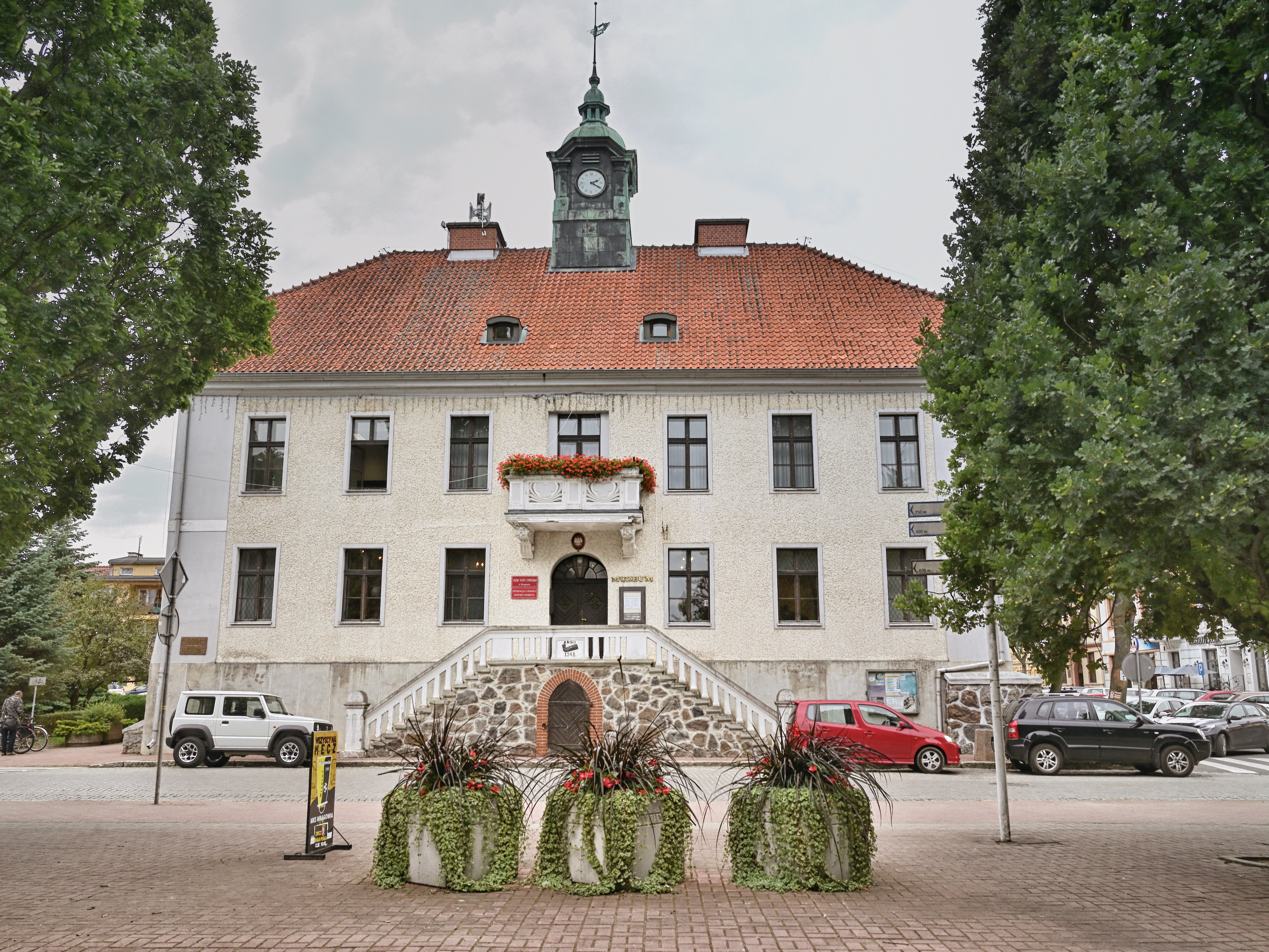
Rathaus von Sensburg, Sitz des Gerichtes

Das Land- und Stadtgericht Sensburg war von 1824 bis 1849 ein preußisches Land- und Stadtgericht mit Sitz in Sensburg.

## Geschichte
In Sensburg bestand bis 1824 das Stadt- und Amtsgericht Sensburg. 1824 wurde daraus das Land- und Stadtgericht Sensburg gebildet. Es war ein Gericht 2. Klasse im Sprengel des Oberlandesgerichts Insterburg. 
Sein Gerichtsbezirk umfasste 1837 die Stadt Sensburg mit 2078 Gerichtseingesessenen und 183 Ortschaften mit 19.321 Gerichtseingesessenen (zusammen also 21.399 Gerichtseingesessene). Am Gericht waren ein Land- und Stadtrichter und vier weitere Mitarbeiter beschäftigt. Sitz des Gerichtes war das Rathaus der Stadt.
Mit Kabinetts-Ordre vom 22. August 1838 wurde das Land- und Stadtgericht Nikolaiken aufgehoben und eine Gerichtskommission Nikolaiken des Land- und Stadtgerichts Sensburg gebildet.
Nach der Märzrevolution wurden 1849 einheitlich Kreisgerichte gebildet. In Sensburg entstand das Kreisgericht Sensburg.